# Haissa Ali Garba
Haissa Ali Garba (15 december 1981) is een atlete uit Niger.
Op de Olympische Spelen van Sydney in 2000 liep Garba de 400 m. Met een tijd van 1.07,49 werd ze achtste in de kwalificatie en ging ze niet door naar de halve finale.
- World Athletics: 14292541